# Killian Scott
Cillian Murphy, més conegut com a Killian Scott (Kilmallock, 6 de juliol de 1985) és un actor irlandès. De nen es va traslladar amb els seus pares a Sandymount, Dublín. Va estudiar anglès i filosofia a la University College Dublin abans de traslladar-se a Londres per estudiar al Drama Center. És més conegut pel seu paper de Tommy en la sèrie RTÉ One Love / Hate. Scott és el germà menor del polític de Fine Gael, Eoghan Murphy, i el dramaturg Colin Murphy.
També és conegut pel seu paper, més recent, de protagonista principal a la sèrie Damnation, estrenada el 17 de novembre de 2017, amb el seu personatge anomenat Seth Davenport.

## Filmografia
Pel·lícules
| Any  | Títol                  | Personatge      |
| ---- | ---------------------- | --------------- |
| 2007 | Creatures of Knowledge | Matt            |
| 2008 | Christian Blake        | Guard 2         |
| 2009 | The Rise of the Bricks | Luke            |
| 2012 | The Tragedy of Macbeth | Banquo          |
| 2013 | The Rafters            | Jonathan        |
| 2013 | Good Vibrations        | Ronnie Matthews |
| 2013 | Black Ice              | Jimmy Devlin    |
| 2014 | Calvary                | Milo Herlihy    |
| 2014 | '71                    | James Quinn     |
| 2014 | Get Up and Go          | Coilin          |
| 2015 | Traders                | Harry Fox       |
| 2016 | Trespass Against Us    | Kenny           |
| 2018 | The Commuter           | Dylan           |

Televisió
| Any     | Títol            | Personatge                       |
| ------- | ---------------- | -------------------------------- |
| 2010–14 | Love/Hate        | Tommy Daly                       |
| 2010    | Single-Handed    | James Kerrigan                   |
| 2011–13 | Jack Taylor      | Cody Farraher                    |
| 2014    | Call the Midwife | Declan Doyle                     |
| 2014    | Siblings         | Bryn                             |
| 2016    | Ripper Street    | Asst. Commissioner Augustus Dove |
| 2017    | Strike           | D.I. Eric Wardle                 |
| 2017    | Damnation        | Seth Davenport                   |